# Samastipur
Samastipur (en hindi: समस्तीपुर ) es una ciudad de la India, centro administrativo del distrito de Samastipur, en el estado de Bihar. El río Burhi Gandak fluye a través de la ciudad.

## Geografía
Se encuentra a una altitud de 46 m s. n. m. a 231 km de la capital estatal, Patna, en la zona horaria UTC +5:30.

## Demografía
Según estimación 2011 contaba con una población de 57 485 habitantes.